# Magnetografie
Die Magnetografie ist ein Digitaldruckverfahren, welches auch als Non-Impact-Druckverfahren bekannt ist.

## Geschichte
Das Magnetografiedruckverfahren wurde Anfang der 1980er Jahre entwickelt und erstmals in einem kommerziellen Produkt genutzt. In diesem Druckverfahren werden Daten aus dem digitalen Bestand berührungslos gedruckt. Des Weiteren gehören zu diesem Verfahren auch die Elektrofotografie, der Ink-Jet-, der Thermotransfer- und der Elektrostatendruck.

## Druckprinzip
Bei der Magnetografie werden über den Datenspeicher winzige Magnetköpfe punktweise magnetisiert. Dies geschieht durch die magnetisierbare Schicht der Trommel. Auf diesen magnetisierten Stellen bleiben Tonerteilchen haften, die auf den Bedruckstoff elektrostatisch übertragen und durch Wärme fixiert werden. Das magnetische Prinzip ist dem elektrofotografischen Verfahren (Indigo/Xeikon) sehr ähnlich, weist aber einige Vorteile auf:
- Die Bilderzeugung benötigt keine Lichtquelle und daher auch kein optisches System.
- Die Bilderzeugung muss nicht immer wieder neu erfolgen, da die Magnetisierung der Walze beliebig lange erhalten bleibt.
- Die magnetisierbare Schicht ist viel dauerhafter als eine Fotohalbleiterschicht.
- Empfindliche Druckmaterialien werden durch eine Kaltfixierung mit Xenon-Blitzlicht bei ca. 50 °C geschont.

## Weitere Vorteile sind
- Kostensenkung
- Druckqualitätsverbesserung
- Geschwindigkeitssteigerung
- Ideal für den Produktionsdruck geeignet, da die geringe Baugröße und die wenigen beweglichen Teile äußerst robust wirken

## Anwendungsgebiete
Die Anwender sind oft Rechenzentren, Direktmailer, Behörden und Institute. Es werden Barcodes, Mailings, EDV-Listendrucke, Plastikkarten, Rechnungen und Ähnliches produziert.